# Swie Hian Tan
 (juillet 2014).
Si vous disposez d'ouvrages ou d'articles de référence ou si vous connaissez des sites web de qualité traitant du thème abordé ici, merci de compléter l'article en donnant les références utiles à sa vérifiabilité et en les liant à la section « Notes et références ».
Swie Hian Tan (chinois traditionnel : 陳瑞獻 Chen Ruixian ; chinois simplifié : 陈瑞献 ; Chen Ruixian), né le 5 mai 1943, est un artiste multidisciplinaire de Singapour.

## Biographie
Né à Pulau Halang, en Indonésie, en 1943, de parents d'origine chinoise, Tan est d'abord scolarisé à Bagansiapiapi (île de Sumatra), avant d'être envoyé par ses parents à Singapour à l'âge de six ans. À Singapour, il fréquente la Chinese High School, puis est admis dans la section de langues et littératures modernes à l'Université Nanyang en 1968. Très tôt, il s'intéresse à l'art, à la poésie et aux idées. Adulte, Swie Hian est d'abord connu dans des cercles restreints : poètes contemporains de langue chinoise, amateurs de littérature étrangère traduite en chinois, calligraphes, connaisseurs de sceaux gravés, amateurs de peinture moderne et symbolique. Au fil des ans, sa production multiforme est remarquée par un public plus large, et il apparaît actuellement comme l'un des artistes et intellectuels protéiformes d'Asie. En 1968, avec la parution de sa première anthologie de poésie, Le Géant, Tan propose la première collection chinoise de poésie moderniste à Singapour et en Malaisie. Depuis, il publie 57 titres de poésie, récits, essais, critiques et traductions d'œuvres littéraires étrangères. Outre la littérature, son approche de le peinture, de la calligraphie, de la sculpture, de la gravure de sceaux, de l'estampe, de la photographie et d'autres modes d'expression a été celle d'un autodidacte. Depuis sa première exposition de peintures à l'huile en 1973 à la Bibliothèque nationale de Singapour, en date de 2014, Tan a tenu 23 expositions personnelles et a participé à de nombreuses expositions collectives dans le monde entier. Lauréat de nombreux prix et distinctions dans son pays et à travers le monde, actuellement Tan est l'artiste polyvalent le plus connu de Singapour.
Son ouverture sur le monde s'opère durant ses années à l'ambassade de France à Singapour, où il est attaché de presse de 1968 à 1993. La fréquentation de collègues francophones lui permet d'aiguiser sa connaissance et sa compréhension des mouvements artistiques et littéraires du monde occidental, confirmées ensuite lors de rencontres avec des artistes et intellectuels de France et d'ailleurs. Son apprentissage du français facilite l'approche de la littérature francophone. Dans cette période il rencontre Henri Michaux (à Paris en 1970, à nouveau en 1982), dont il a traduit en chinois Au pays de la magie (Gallimard, collection Ailleurs), des extraits de Voyage en Grande Carabagne (Gallimard, coll. Ailleurs poésie), Un certain Plume (Gallimard), et Portrait d'homme (L'Herne). C'est également durant ces années à l'ambassade que la créativité de Tan est reconnue : médaille d'or au Salon des artistes français (Paris 1985), nommé Membre correspondant de l'Académie des beaux-arts de l'Institut de France (1987), chevalier des Arts et Lettres (1987). Après son départ de l'ambassade, ses liens avec la France demeurent, et il est promu Officier de la Légion d'honneur (2006). Cette reconnaissance « française » s'accompagne d'une notoriété plus large (voir ci-dessous Prix, titres et distinctions honorifiques). Au cours de la dernière décennie du XXe siècle, l'œuvre de Tan commence à être connue en Chine.
C'est à partir de 1995 que, sous l'impulsion de Deng Xiaoping, la Chine s'inspire d'expériences économiques étrangères : Singapour apparaît alors, aux yeux des dirigeants chinois, comme un modèle de prospérité et de « développement ordonné» sous la férule du premier ministre de la cité-État, Lee Kwan Yew. À la faveur de ce nouveau dynamisme économique et industriel, de nouveaux échanges se nouent entre artistes chinois et asiatiques, et Tan Swie Hian en est l'un des premiers bénéficiaires. Il est intéressant d'observer que si l'essor créatif en Chine est indiscutable durant cette période, peu d'artistes non citoyens chinois sont invités à fournir une œuvre artistique pour un lieu public, comme Tan est invité à le faire au Jardin de Toute Sagesse (voir plus bas), ou avec la stèle monumentale marquant l'entrée d'un site touristique d'importance nationale (voir plus bas). Au fil des ans, la réputation de Tan s'étend de Singapour à l'Asie, puis au-delà de cette région. En 1998, il figure parmi les 98 artistes contemporains retenus par l'Organisation des Nations unies pour marquer le 50e anniversaire de l'adoption de la Déclaration universelle des droits de l'homme (en compagnie, entre autres, de Boey, Christo, et Hockney). Dans la création artistique de l'Asie contemporaine, les œuvres de Tan, notamment ses peintures, calligraphies et portraits à l'encre de Chine, figurent actuellement parmi les plus cotées. L'un de ses tableaux, Quand arrive la pleine lune (When the moon is orbed, huile et acrylique) établit un record de vente en 2012 à Pékin (au Beijing Poly Autumn Auction: Modern & Contemporary Chinese Art Evening Sale), les enchères atteignant RMB 18,9 millions, soit environ 3 millions de $ à l'époque.

## Œuvres

### Peinture
La première exposition particulière de Tan, en 1973, centrée sur des thèmes bouddhiques, met en valeur sa peinture à l'huile. Puis, pendant quatre ans, il interrompt toute production picturale. Un collègue et ami, Michel Deverge (à l'époque, conseiller culturel à l'ambassade de France à Singapour) menace de ne plus le voir s'il ne se remet pas à la peinture : relevant ce défi, Tan reprend ses expérimentations, et il en résulte en 1978 une exposition au Musée Gauguin à Tahiti, à l'initiative de Deverge. Une vision bouddhiste du monde traverse toute l'œuvre de Tan, où l'on rencontre des figures du panthéon, l'illustration de sutras, le rappel des principes éthiques qui fondent cette école de pensée et son idéal de vie. Comme dans sa calligraphie, on trouve aussi dans les peintures de Tan des références à la discipline zen (chinois traditionnel : 禪, chinois simplifié : 禅, pinyin chán) qui célèbre la spontanéité, le dépassement des contraintes humaines, l'harmonie avec l'univers.
Ayant vécu la plus grande partie de sa vie à Singapour, ville tôt ouverte aux influences occidentales, Tan se reconnaît aussi bien dans les thèmes occidentaux qu'asiatiques. Dans sa formation artistique, les maîtres chinois occupent une place éminente : ainsi, la visite qu'il effectue en 1980 chez Chang Dai-Chien (Zhang Daqian, 张大千 ; 1899-1983), dans la résidence du maître à Taipei (Taïwan), constitue une sorte de pèlerinage. Tan a d'ailleurs fait de Zhang Daqian un portrait à l'encre de Chine.
Mais l'œuvre peinte de Tan s'ouvre aussi aux courants contemporains. Dans des interviews, l'artiste a reconnu avec gratitude les influences de Maurits Cornelius Escher, René Magritte, Salvador Dalí, bien d'autres encore. À l'huile s'ajoute, depuis quelques années, l'acrylique, mieux à même, dit-il, de « saisir l'éclatement d'une vague ».

### Calligraphie
Classée Patrimoine culturel immatériel de l'humanité par l'UNESCO en 2009, la calligraphie constitue l'écriture commune à l'ensemble du monde chinois, mais elle est tout autant outil d'historiographie et forme artistique. Dès l'enfance, Tan s'intéresse à la calligraphie chinoise, comme discipline à maîtriser, médium où peut s'épanouir une esthétique personnelle, et forme d'éveil à l'écriture automatique. Il étudie les classiques de la calligraphie (Sanshipan, 散氏盘 ; Shimensong, 石门颂 ; Shimenmin, 石门铭), recopie les maîtres, examine les estampages de célèbres stèles gravées. Tan reconnaît l'influence qu'ont eu sur lui des calligraphes comme Yan Zhenqing, Liu Gongquan, Zheng Banqiao, He Shaoji, et Kang Youwei. Mais c'est surtout en s'inspirant d'un calligraphe et moine de la dynastie des Tang, Huái Sù, qu'il met au point son propre style cursif, rapide, fluide.
Comme son aîné le peintre Zao Wou-Ki (auquel il rendra visite à Paris dans les années 1980), le jeune TAN Swie Hian trouve chez l'écrivain belgo-français Henri Michaux une proximité et une inspiration inattendues. L'écriture automatique et les signes primitifs tracés par Michaux, notamment lorsqu'il était sous l'influence de la mescaline, ont révélé à Tan ce que pouvait être une grande liberté de créer. Après avoir traduit vers le chinois des textes d'Henri Michaux, Tan pousse plus loin la recherche de son propre style, en s'inspirant du rapport entre l'étymologie et la forme d'un idéogramme, mais aussi en aiguisant la spontanéité, la fulgurance. Pour lui, la rapidité d'exécution suppose que le calligraphe ait, par avance, intériorisé le texte qu'il veut tracer, qu'il l'ait intérieurement visualisé. Citant Xu Feng, Tan vise à « pousser à l'extrême la rapidité d'exécution en calligraphie ou en peinture : d'une dangereuse célérité, faire émerger une étonnante beauté ». Dans l'œuvre de Tan, peinture et calligraphie sont d'ailleurs inséparables, le texte complétant l'image quand cette dernière ne vient pas illustrer la chose écrite. Adepte de la graphie comme les herbes sauvages (草书, caoshu), la calligraphie de TAN se fait remarquer par la fluidité, la célérité du tracé. Plutôt que de se conformer aux normes traditionnelles, son geste traduit l'acte de prendre conscience, avec ses hésitations et ses ratures. Au cours des décennies, Tan acquiert une vitesse d'exécution qui, à ses yeux, oblige à s'en tenir à l'essentiel.
Dans la période récente, les calligraphies de Tan ont été choisies pour des lieux publics, dans le métro de Singapour, station Chinatown : - un décor intitulé Le domaine de l'œil du phénix comporte un poème calligraphié en idéogrammes de grande dimension, reproduits sur le quai, et des images murales rappelant l'arrivée des premiers ouvriers immigrés à Singapour ; - ville de Qingdao en Chine (voir ci-dessous) ; - site des Trois Gorges en Chine (texte et calligraphie faits et 1994, inauguration en 1996 de la stèle gravée) ; - site du mausolée de l'Empereur jaune à Huangling, ville de Yan'an, province du Shaanxi en Chine (calligraphie gravée sur un rocher en 2000).

### Sculpture

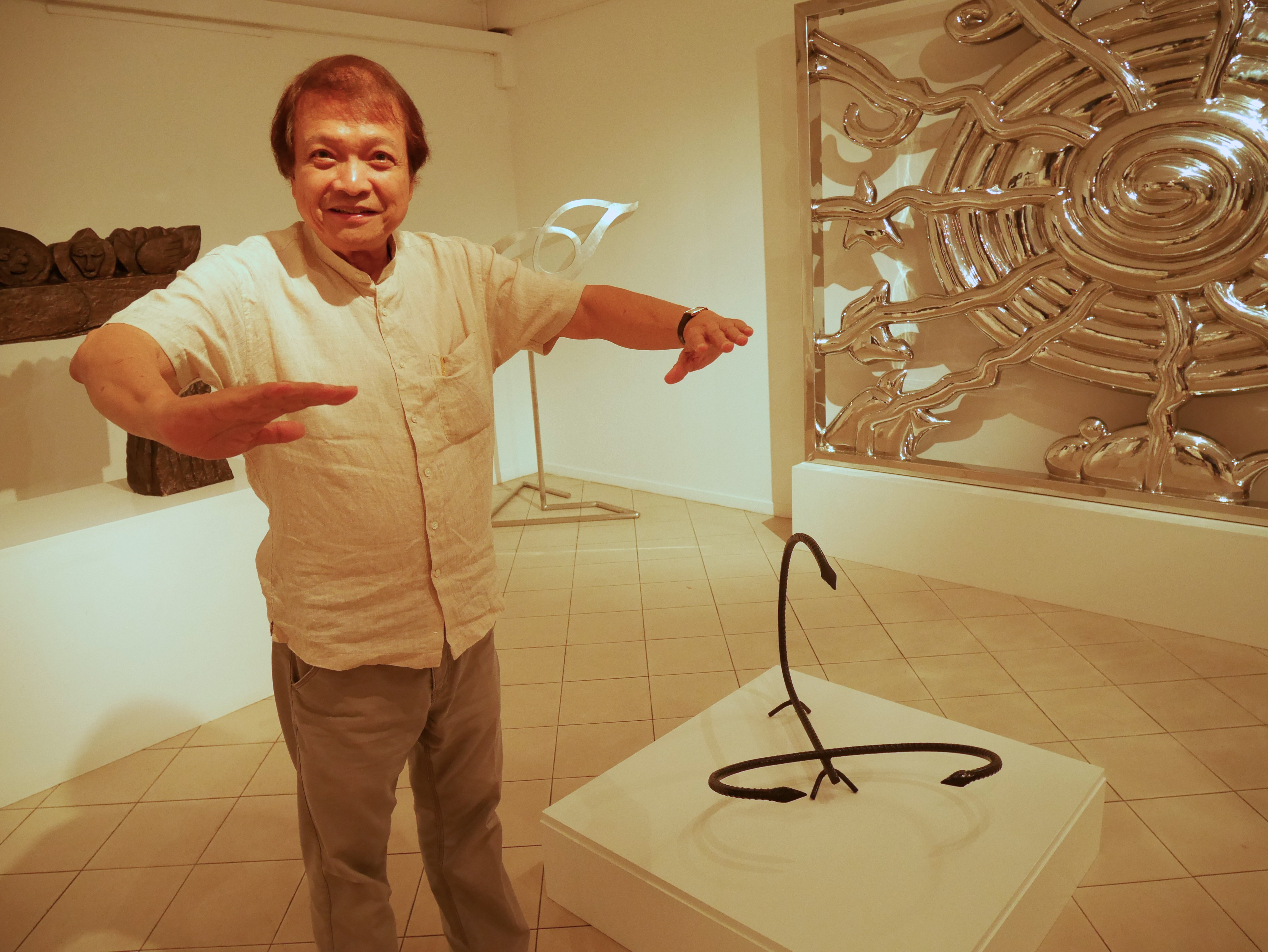
TAN Swie Hian devant l'une de ses sculptures, mars 2014

Étudiant à l'université Nanyang de Singapour, Tan s'essaye à la sculpture en 1964, élargissant progressivement la gamme des matériaux utilisés : terre glaise, porcelaine, bois, métaux, résine. Tout comme la Tête de taureau faite par Picasso (une selle de vélo figurant le crâne squelette, surmontée d'un guidon en guise de cornes), un Scorpion de Tan présente la même simplicité stylistique et la même économie de moyens, le corps et les pinces de l'arthropode étant faits de segments recourbés de fer à béton.

### Portraits
Dans l'art du portrait, Tan utilise diverses techniques : huile sur toile, aquarelle sur papier, acrylique sur toile ou autre support. Exécutées à l'encre de Chine, en quelques traits rapides, ces œuvres sont à la fois les plus proches de la tradition chinoise, et innovants dans l'art du portrait.
Pour ces œuvres à l'encre de Chine, l'artiste a choisi des personnalités qui l'ont inspiré en raison de leur dimension éthique (Mahatma Gandhi, Mère Thérésa, Nelson Mandela, entre autres), littéraire (William Shakespeare, James Joyce, Lu Xun, Henri Michaux, Ba Jin, entre autres), musicienne (Bach, Beethoven, Herbert Von Karajan), artistique (Pablo Picasso, Qi Baishi, Alberto Giacometti), ou encore scientifique (Stephen Hawking). Avec la même technique, il a également fait des portraits d'amis, sur papier libre, souvent exécutés en quelques instants. La figure tutélaire de Qi Báishí, peintre et calligraphe chinois, a inspiré à Tan de nombreux portraits à l'encre de Chine.

### Gravure de sceaux
En Chine, la gravure de sceaux sur os de mammifères remonte au Néolithique (env. 1500 ans avant l'ère contemporaine, AEC) mais c'est sous la dynastie des Zhou (1122-225 AEC) que ses règles esthétiques furent formalisées, le choix du matériau s'élargissant progressivement (pierre, pierres semi-précieuses, jade, métaux). D'abord marque d'autorité, réservée au souverain et à la Cour impériale, au cours des siècles l'empreinte sigillaire fut adoptée par des artistes pour authentifier une œuvre, ou par le collectionneur pour marquer sa possession d'un tableau ou d'une calligraphie. L'inscription a également évolué : d'abord porteuse des nom et titre de l'autorité, elle s'est progressivement diversifiée jusqu'à l'image, le symbole ou la brève citation.
C'est dans cette longue tradition que se situe la gravure de sceaux de Tan Swie Hian. On y trouve une grande variété de motifs : une maxime tirée d'un soutra ; plus moderne, la représentation symbolique de deux cœurs en résonance ; ou encore, un portrait de son épouse Xiaofei, et un autoportrait de l'artiste.

## Textes et traductions
- Œuvres choisies de la littérature française contemporaine 法 国现代文学选集, tomes 1 et 2. Ces recueils résultent de conversations et travaux avec des collègues français de l'ambassade de France à Singapour (Cédric Anthony, Jean- Marie Schiff). Le premier tome, publié en 1970, comprend des textes de Samuel Beckett et d'Henri Michaux, traduits en chinois par Tan.
- Traduction en chinois d'ouvrages de philosophes du monde indien, à partir de l'anglais (Ramana Marhashi, J. Krishnamurti, Sri Aurobindo, N.Chaitanya, entre autres)

## Postérité

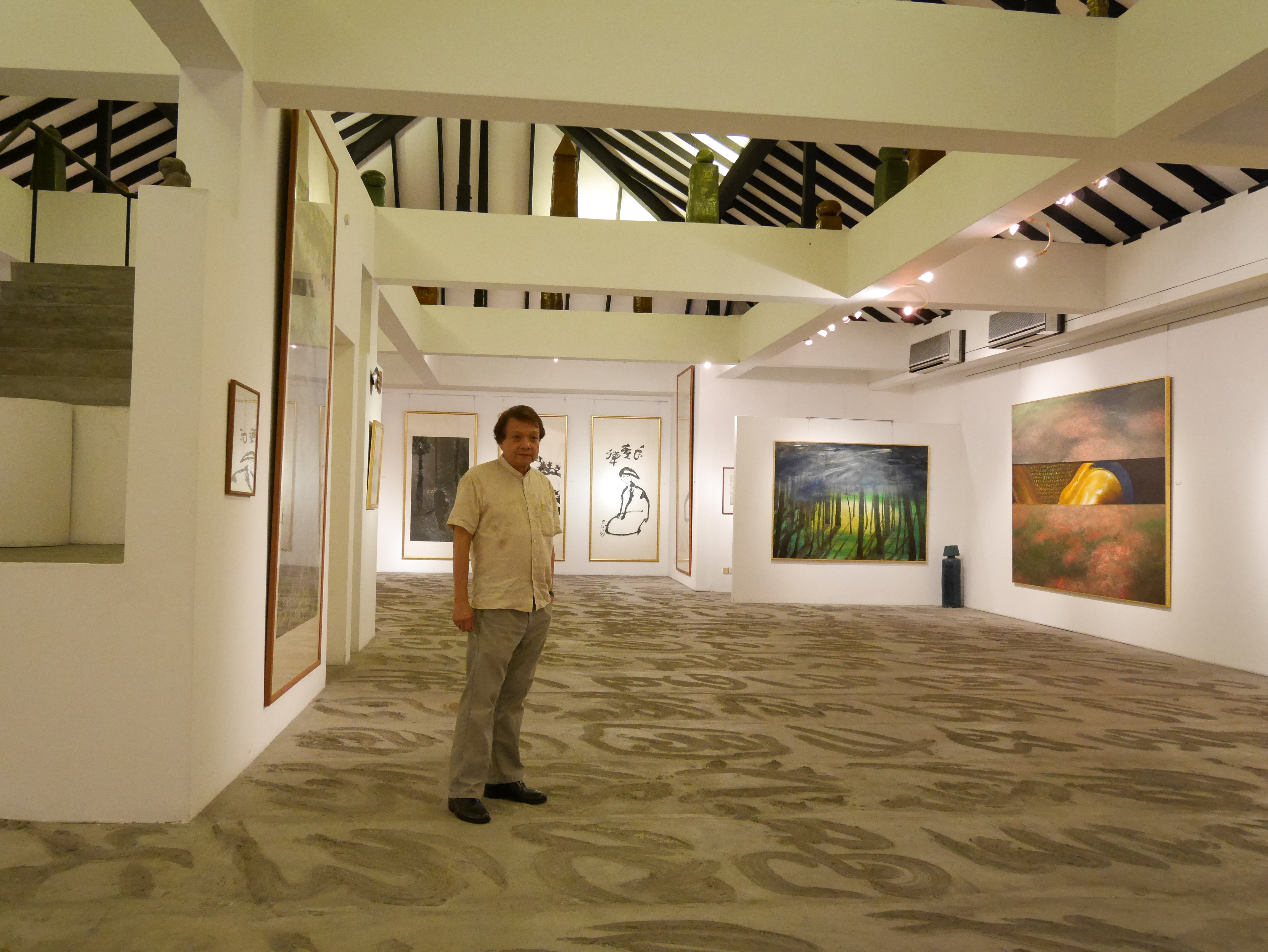
TAN Swie Hian dans le musée qui porte son nom à Singapour, mars 2014

Le Tan Swie Hian Museum est établi en 1993 à Singapour par le collectionneur d'art Tan Tien Chi - Le Jardin de toute sagesse : Musée d'art de la Terre, de TAN Swie Hian (一切智园, 陈瑞献大地艺术馆 Yiqiezheyuan: CHEN Ruixian dadi yishuguan) s'étend sur deux kilomètres carrés sur la Montagne de la Petite perle (小珠山 xiaozhushan), ville de Qingdao, dans la province du Shandong, en Chine. Ce projet est né d'une collaboration entre la Chine (terrain mis à disposition par la ville de Qingdao) et Singapour (capitaux, œuvres d'art). Débuté en 2001, il comporte actuellement une centaine d'œuvres de TAN, dont un portique monumental en pierre marquant l'entrée du site ainsi qu'une calligraphie (Sutra du cœur), sans doute la plus grande calligraphie gravée du monde (haute de 88 mètres, la gravure couvre 2000 mètres carrés d'une falaise).
Les collections publiques et privées comportant des œuvres de l'artiste incluent :
- Musée des droits de l'homme, Organisation des Nations unies, New York
- Palais de l'Élysée, Paris
- Hôtel de Matignon, Paris
- Ministère de la culture, Paris
- Académie des beaux-arts, Institut de France, Paris
- Pavillon des stèles, Jiangling (Chine)
- Musée de la littérature moderne, Pékin
- Musée en plein air des Trois Gorges (Chine)
- Jardin Huangling, province du Shanxi (Chine) - Musée Gauguin, Tahiti
- Musée d'art de Fukuoka (Japon)
- Ministère des affaires étrangères du Bhoutan
- Musée d'art de Bucarest
- Fondation Sorescu, Bucarest
- Musée d'art de Bacau (Roumanie)
- Palais du sultan, Bandar Seri Begawan (Brunei)
- Commission nationale pour la culture, Bangkok
- Palais présidentiel Istana, Singapour
- Ambassade de Singapour à Washington D.C.
- Ministère des affaires étrangères de Singapour
- Ministère pour le développement communautaire, Singapour
- Musée d'art de Singapour
- Lycée chinois de Singapour
- Métro de Singapour (calligraphie en décor urbain)
- Centre commercial Raffles City, Singapour
- Pan-Pacific Hotel, Singapour
- plusieurs banques à Singapour (United Overseas Bank, Development Bank, Deutsche Bank, Merrill Lynch International Bank)
- China Economic Times, Pékin
- World Economic Forum, Davos
- Office des Nations unies, Genève
- Château Lynch-Bages (France)
- Zheng Yun Lou (Le Pavillon des Nuages véridiques), Singapour. Dans cet ensemble d'appartements, situé à Swiss Club Road, de nombreuses œuvres de Tan ont été réunies par le collectionneur WU Hsioh Kwang, président d'une société immobilière[10][source insuffisante]

## Expositions

### Expositions individuelles
- 1973, Paintings of Infused Contemplation, National Library, Singapour
- 1978, Peinture à l'huile, encre de Chine, calligraphie, Musée Gauguin, Tahiti
- 1979, Peinture à l'huile, encre de Chine, calligraphie, Galerie de Parthenay
- 1982, Encre, calligraphie, gravure de sceaux, cartogravures, galerie La Passerelle, Paris
- 1989, L'Oubli de soi : calligraphie de Tan Swie Hian, centres culturels français à Alger, puis Casablanca
- 1990, Peinture à l'huile, encre, calligraphie, galerie du Musée national, Singapour
- 1995,Encre, calligraphie, galerie d'art du Musée national de Bucarest, puis à la galerie nationale du théâtre à Bacau
- 1996, Tan Swie Hian in Romania, Soobin Art Gallery, Singapour
- 2000, Exhibition of Tan Swie Hian's Literary Works, Great River Book Company, Singapour
- 2003, Peinture à l'huile, encre, acrylique, World Economic Forum, Davos
- 2003, Tan Swie Hian Mulpa Exhibition, The Mulpa Art Centre, Séoul
- 2003, Peinture à l'huile, encre, acrylique, Organisation des Nations unies, Genève

### Expositions collectives
- 2003, Biennale di Venezia (50e exposition internationale d'art)
- 2003, Tan Swie Hian Mulpa Exhibition, The Mulpa Art Centre, Séoul
- 2003, Peinture à l'huile, encre, acrylique, Organisation des Nations unies, Genève
- 2004, Mulpa International Exhibition, Mulpa Art Centre, Seoul
- 2004, Fondazione Michetti (55e Premio Michetti), Francaville al Mare (Italie)
- 2004, 7th International Exhibition of Sculptures & Installations, Lido, Venise
- 2004, New Freehand Ink Painting Invitational Exhibition, Chinese Art Museum, Pékin

## Prix, titres et distinctions honorifiques
- 1978, chevalier des Arts et lettres, France
- 1984, Book Award, National Book Development Council, Singapour
- 1985, médaille d'or, Salon des artistes français, Paris
- 1987, nommé Membre correspondant, Académie des beaux-arts, Institut de France
- 1987, médaille de la culture, république de Singapour
- 1987, Pingat Angkatan Pelukis Aneka Daya, Association of Artists of Various Resources of Singapore, Singapour
- 1988, Kala Ratna Award, Singapore Indian Fine Arts Society, Singapour
- 1989, chevalier de l'Ordre national du mérite, France
- 1996, premier récipiendaire de la médaille d'or du prix Excellence for Singapore Award, Singapore Totalisator Board
- 1997, première attribution du prix Four Seas Chinese Literary Gleanings par la Radio nationale de Chine, Pékin
- 1997, International Creative Grand Master Award, Society of Chinese Painting, Calligraphy and Seal-Engraving, Taipei, Taïwan
- 1997, premier citoyen d'honneur nommé par la municipalité de Huangling (site de la Tombe numéro 1 du mausolée de l'Empereur jaune), province du Shaanxi, Chine
- 1999, prix international de poésie Marin Sorescu, Académie et théâtre national roumain à Craiova, Roumanie
- 2002, médaille d'or, Prix international Corée-Japon de calligraphie, Séoul, république de Corée
- 2003, Meritorious Service Medal décernée par le président de la république de Singapour
- 2003, nommé docteur-ès-lettres honoraire, Université de technologie de Singapour
- 2003, Crystal Award, Forum économique mondial, Davos, Suisse
- 2004, médaille d'or, Lifting Up the World with a Oneness-Heart Gold Medallion, UN Meditation Guru, Sri Chinmoy
- 2006, The inaugural Spirit of the Humanities Award, Southern College University, Malaisie
- 2006, officier de la Légion d'honneur, France

### Articles et monographies
Chiu Liu Mann, Garland of Avatamsaka, A Study of Tan Swie Hian, Nam Ann Class Association, Singapour, 1990 - Tee Kim Tong, 張錦忠 (Zhang Jinzhong), professeur de langue et littérature anglaise à l'université nationale Sun Yat-Sen à Taiwan (高雄市国立中山大学外文系) a consacré un chapitre de sa thèse de doctorat à l'œuvre littéraire de TAN Swie Hian. Par ailleurs, sa traduction, du chinois vers l'anglais, des poèmes de Tan de 1964 à 2013, formera une anthologie à paraître en 2015.

### Catalogues
- Embracing Infinity, Works by Tan Swie Hian, National Heritage Board & National Arts Council, Singapour, août 2004

Notes : L'artiste dans le musée qui lui est consacré à Singapour, The Tan Swie Hian Museum, photo prise en mars 2014 par Jean-Jacques Subrenat